# Wereldkampioenschappen baanwielrennen 2000
De wereldkampioenschappen baanwielrennen 2000 werden van 25 oktober tot en met 29 oktober 2000 gehouden in het Manchester Velodrome in Manchester.

## Mannen

### Puntenkoers
| plaats | Naam            | Land       |
| ------ | --------------- | ---------- |
| Goud   | Juan Llaneras   | Spanje     |
| Zilver | Matthew Gilmore | België     |
| Brons  | Franz Stocher   | Oostenrijk |

### Ploegsprint
| plaats | Naam                                                  | Land                |
| ------ | ----------------------------------------------------- | ------------------- |
| Goud   | Laurent Gané Florian Rousseau Arnaud Tournant         | Frankrijk           |
| Zilver | Chris Hoy Jason Queally Craig MacLean                 | Verenigd Koninkrijk |
| Brons  | Toshiaki Fushimi Yuichiro Kamiyama Tomohiro Nagatsuka | Japan               |

### 1KM
| plaats | Naam            | Land                |
| ------ | --------------- | ------------------- |
| Goud   | Arnaud Tournant | Frankrijk           |
| Zilver | Sören Lausberg  | Duitsland           |
| Brons  | Jason Queally   | Verenigd Koninkrijk |

### Keirin
| plaats | Naam           | Land      |
| ------ | -------------- | --------- |
| Goud   | Frédéric Magné | Frankrijk |
| Zilver | Jens Fiedler   | Duitsland |
| Brons  | Pavel Buran    | Tsjechië  |

### Individuele Achtervolging
| plaats | Naam            | Land                |
| ------ | --------------- | ------------------- |
| Goud   | Jens Lehmann    | Duitsland           |
| Zilver | Stefan Steinweg | Duitsland           |
| Brons  | Rob Hayles      | Verenigd Koninkrijk |

### Ploegen Achtervolging
| plaats | Naam                                                                   | Land                |
| ------ | ---------------------------------------------------------------------- | ------------------- |
| Goud   | Christian Bach Guido Fulst Jens Lehmann Sebastian Siedler Daniel Becke | Duitsland           |
| Zilver | Paul Manning Chris Newton Bradley Wiggins Bryan Steel Jonathan Clay    | Verenigd Koninkrijk |
| Brons  | Damien Pommereau Jérôme Neuville Philippe Gaumont Cyril Bos            | Frankrijk           |

### Koppelkoers
| plaats | Naam                              | Land       |
| ------ | --------------------------------- | ---------- |
| Goud   | Stefan Steinweg, Erik Weispfennig | Duitsland  |
| Zilver | Isaac Gálvez, Juan Llaneras       | Spanje     |
| Brons  | Juan Curuchet, Edgardo Simón      | Argentinië |

### Sprint
| plaats | Naam           | Land      |
| ------ | -------------- | --------- |
| Goud   | Jan van Eijden | Duitsland |
| Zilver | Laurent Gané   | Australië |
| Brons  |                |           |

## Vrouwen

### Puntenkoers
| plaats | Naam              | Land      |
| ------ | ----------------- | --------- |
| Goud   | Marion Clignet    | Frankrijk |
| Zilver | Judith Arndt      | Duitsland |
| Brons  | Olga Sljoesarjova | Rusland   |

### 500 m
| plaats | Naam                 | Land        |
| ------ | -------------------- | ----------- |
| Goud   | Natallia Tsylinskaya | Wit-Rusland |
| Zilver | Jiang Cuihua         | China       |
| Brons  | Wang Yan             | China       |

### Individuele Achtervolging
| plaats | Naam            | Land                |
| ------ | --------------- | ------------------- |
| Goud   | Yvonne McGregor | Verenigd Koninkrijk |
| Zilver | Judith Arndt    | Duitsland           |
| Brons  | Elena Tchalykh  | Rusland             |

### Sprint
| plaats | Naam                 | Land        |
| ------ | -------------------- | ----------- |
| Goud   | Natallia Tsylinskaya | Wit-Rusland |
| Zilver | Lori-Ann Muenzer     | Canada      |
| Brons  | Katrin Meinke        | Duitsland   |

## Medaillespiegel
| Plaats | Land                | Goud | Zilver | Brons | Totaal |
| 1      | Duitsland           | 4    | 5      | 1     | 10     |
| 2      | Frankrijk           | 4    | 1      | 1     | 6      |
| 3      | Wit-Rusland         | 2    | 0      | 0     | 2      |
| 4      | Verenigd Koninkrijk | 1    | 2      | 2     | 5      |
| 5      | Spanje              | 1    | 1      | 1     | 3      |
| 6      | China               | 0    | 1      | 1     | 2      |
| 7      | België              | 0    | 1      | 0     | 1      |
| 7      | Canada              | 0    | 1      | 0     | 1      |
| 9      | Rusland             | 0    | 0      | 2     | 2      |
| 10     | Argentinië          | 0    | 0      | 1     | 1      |
| 10     | Oostenrijk          | 0    | 0      | 1     | 1      |
| 10     | Tsjechië            | 0    | 0      | 1     | 1      |
| Totaal | Totaal              | 12   | 12     | 12    | 36     |

Edities

1893 ·
1894 ·
1895 ·
1896 ·
1897 ·
1898 ·
1899 ·
1900 ·
1901 ·
1902 ·
1903 ·
1904 ·
1905 ·
1906 ·
1907 ·
1908 ·
1909 ·
1910 ·
1911 ·
1912 ·
1913 ·
1914 ·
1915 · 1916 · 1917 · 1918 · 1919 ·
1920 ·
1921 ·
1922 ·
1923 ·
1924 ·
1925 ·
1926 ·
1927 ·
1928 ·
1929 ·
1930 ·
1931 ·
1932 ·
1933 ·
1934 ·
1935 ·
1936 ·
1937 ·
1938 ·
1939 ·
1940 · 1941 · 1942 · 1943 · 1944 · 1945 ·
1946 ·
1947 ·
1948 ·
1949 ·
1950 ·
1951 ·
1952 ·
1953 ·
1954 ·
1955 ·
1956 ·
1957 ·
1958 ·
1959 ·
1960 ·
1961 ·
1962 ·
1963 ·
1964 ·
1965 ·
1966 ·
1967 ·
1968 ·
1969 ·
1970 ·
1971 ·
1972 ·
1973 ·
1974 ·
1975 ·
1976 ·
1977 ·
1978 ·
1979 ·
1980 ·
1981 ·
1982 ·
1983 ·
1984 ·
1985 ·
1986 ·
1987 ·
1988 ·
1989 ·
1990 ·
1991 ·
1992 ·
1993 ·
1994 ·
1995 ·
1996 ·
1997 ·
1998 ·
1999 ·
2000 ·
2001 ·
2002 ·
2003 ·
2004 ·
2005 ·
2006 ·
2007 ·
2008 ·
2009 ·
2010 ·
2011 ·
2012 · 
2013 · 
2014 · 
2015 · 
2016 · 
2017 · 
2018 · 
2019 · 
2020 · 
2021 · 
2022 · 
2023 ·
2024 ·
2025 ·

Onderdelen

Achtervolging (individueel) · 
afvalkoers · 
keirin · 
koppelkoers · 
omnium · 
ploegenachtervolging · 
puntenkoers · 
scratch · 
sprint · 
teamsprint ·  
tijdrijden

Voormalig:
stayeren ·
tandem